# وینسنت پریکارد
وینسنت پریکارد (انگلیسی: Vincent Péricard؛ زادهٔ ۳ اکتبر ۱۹۸۲) بازیکن فوتبال اهل فرانسه است.
از باشگاه‌هایی که در آن بازی کرده‌است می‌توان به باشگاه فوتبال یوونتوس، باشگاه فوتبال شفیلد یونایتد، باشگاه فوتبال ساوت‌همپتون، باشگاه فوتبال پورتسموث، باشگاه فوتبال سوئیندون تاون، باشگاه فوتبال هاوانت و واترلوویل، باشگاه فوتبال استوک سیتی، باشگاه فوتبال میلوال، باشگاه فوتبال پلیموث آرگیل، باشگاه فوتبال کارلایل یونایتد، و باشگاه فوتبال سن-اتین اشاره کرد.
وی همچنین در تیم ملی فوتبال زیر ۲۱ سال فرانسه بازی کرده‌است.